# Biroul de Audit al Tirajelor și Internetului
„Biroul de Audit al Tirajelor și Internetului” din Republica Moldova (BATI) este o organizație necomercială, nonprofit, constituită prin asocierea persoanelor juridice a căror activitate este legată de industria de media și cea de publicitate, cu scopul de a oferi industriei de publicitate informații corecte asupra cifrelor de difuzare aferente presei scrise, online sau digitale. 
BATI a fost constituit în cadrul proiectului "Sporirea capacităților instituțiilor relevante în vederea creării Biroului de Audit al Tirajelor în Moldova", implementat de Centrul pentru Jurnalism Independent (CJI) cu susținerea financiară a Reprezentanței în Moldova a Fundației "Eurasia". In 2010, BATI și-a desfășurat activitățile grație proiectului "Suport Biroului de Audit al Tirajelor și Internetului", implementat cu susținerea financiară a Fundației Est-Europene.
Pagina web: www.bati.md